# Monoplius affinis
Monoplius affinis är en skalbaggsart som beskrevs av Brauns 1912. Monoplius affinis ingår i släktet Monoplius och familjen stumpbaggar. Inga underarter finns listade i Catalogue of Life.